# Jablanik
Jablanik (srpski:Јабланик) je planina u Zapadnoj Srbiji u grupi  Valjevskih planina. Najviši vrh je Jablanik nadmorske visine 1275 m. Izgrađena je pretežno od dijabaza-rožnjaka, dijelom od serpentina a najviši dijelovi građeni su od trijaskih vapnenaca. Godišnje količina padalina je oko 1800 mm. Pod travnim pašnjacima na visokim zaravnima sagrađene su stočarske kućice. Pored Jablanika prolazi prometni pravac Valjevo - Rogačica.